# Сеад Колашинац
Сеад Колашинац, роден на 20 юни 1993 г. в Карлсруе, Германия е германско-босненски футболист, който се състезава за Аталанта. Той може да играе в центъра на отбраната, като краен ляв защитник и дефанзивен полузащитник.

## Клубна кариера

### Ранни години
Колашинац започва кариерата си при ФССФ Карлсруе преди да премине в Карлсруе ШК, с чийто младежки отбор той играе осем години. Преминава последователно през 1899 Хофенхайм и Щутгарт, за да попадне през януари 2011 г. в Шалке 04.

### Шалке 04
С Шалке печели през 2012 г. немското първенство за младежи. През юни 2012 година той подписва професионален договор до 30 юни 2015 г. Дебюта си в Първа Бундеслига прави на 15 септември 2012 г. при победата като гост с 2:0 срещу Гройтер Фюрт, когато малко преди края на срещата заменя Кристиан Фукс. При успеха с 3:0 срещу ШФ Зандхаузен за Купата на Германия играе пълни 90 минути в първия си мач за Купата. Дебютът му в Европа е на 4 декември 2012, в последния мач от групата не Шампионската лига срещу Монпелие, играейки като краен ляв защитник през целия мач. Въпреки че през есения полусезон почти винаги е част от разширения състав, играе за кратко само в два мача. Първия си мач в първенството като титуляр прави в 21-вия кръг при загубата с 0:4 от Байерн. Благодарение на добрата си игра, той успява постепенно да измести Кристиан Фукс и играе в 14 от 17 възможни срещи през пролетния полусезон, като в единадесет от тях през целите 90 минути. През юни договорът му е преждевременно удължен до 2017 година. Освен това получава фланелка с номер 6, което е признание за титулярното му място.
През сезон 2013/14 Колашинац, поради разкъсване на мускулни връзки, е резерва на Денис Аого на позицията краен ляв защитник. В първия кръг на сезон 2014/15 при гостуването на Хановер 96 бива заменен, заради скъсване на кръстни връзки. Завръща се в игра едва на 11 април 2015 г. в 28-ия кръг срещу Фрайбург. Дългата контузия му коства дългосрочно титулярното място и по време на сезона 2015/16 отново е резерва на Денис Аого. На 13 декември 2015 г. в 16-ия кръг при загубата с 2:1 Аугсбург вкарва за 1:1, който е и първият му гол за първенството.
Колашинац играе много силен сезон през 2016/17, който отборът му започва кошмарно с пет поредни загуби, последвани обаче от 12 срещи с 10 победи и две равенства във всички турнири. На 3 декември 2016 Шалке гостува на РБ Лайпциг, който е изненадващият временен водач в класирането. Колашинац вкарва два гола за загубата с 2:1, като единият от тях е автогол.

## Национален отбор

### Германия
На 18 май 2011 г. Колашинац дебютира за немския U-18-национален отбор, влизайки като смяна срещу Австрия. Първият си международен гол вкарва на 1 септември 2011 г. по време на мач немския U-19-националния отбор срещу Белгия. Първата си повиквателна за U-21 получава за мача с Израел на 24 март в Тел Авив, но той отказва тъй като трябва да му се вадят мъдреци. Въпреки че практически няма изигран мач за отбора той пътува за европейското първенство за младежи през 2013 в Израел, където U-21 на Германия отпада още в груповата фаза, а Колашинац не играе дори и минута.

### Босна и Херцеговина
Старши треньорът Сафет Сушич праща повиквателна на Колашинац за Националния отбор на Босна и Херцеговина по футбол за мача срещу Аржентина на 18 ноември 2013 г. в Сейнт Луис, в който той дебютира и играе пълни 90 минути.
На 7 май 2014 г. е номиниран за участието на Босна и Херцеговина на Световното първенство през 2014. В първия мач от групата Колашинац отбелязва в третата минута автогол, който коства загубата с 1:2 срещу Аржентина. Във втория мач срещу Нигерия той не участва, а загубата с 0:1 предначертава отпадането от турнира. При първата победа на световно първенство в историята срещу Иран Колашинац играе отново.
По време на Квалификациите за Европейското първенство по футбол през 2016 във Франция той играе три мача. След 1:1 на 13 ноември 2015 в баража срещу Ирландия, когато не играе, записва 90 минути при загубата с 2:0 в мача реванш.

## Успехи
- Шампион на Германия за младежи: 2011/12